# Roberto Gesta de Melo
Roberto Gesta de Melo (né le 22 mars 1945 à Manaus) est un dirigeant sportif brésilien, président de la Confédération brésilienne d'athlétisme (CBAt) et de la Confédération sudaméricaine d'athlétisme (Consudatle) ainsi que membre du Conseil de l'IAAF.